# Васильєв Михайло Володимирович
Михайло Володимирович Васильєв (рос. Михаил Владимирович Васильев; 19 травня 1971, Вишній Волочок, РРФСР — 6 листопада 2022, Херсонська область, Україна)  — російський військовий священник, протоієрей РПЦ (2008), капітан запасу ЗС РФ. Герой Російської Федерації.

## Біографія
Син військовослужбовця, провів дитинство у віддалених північних гарнізонах. В 1993 році закінчив філософський факультет Московського державного університету, кафедра наукового атеїзму, за спеціальністю «філософія релігії та релігієзнавство», також закінчив військову кафедру при університеті і став офіцером запасу. В 1993/95 роках навчався в аспірантурі при МДУ, після закінчення якої залишив викладання і почав допомагати проводити богослужіння в храмі. Висвячений на сан диякона 7 березня 1998 року єпископом Бронницьким Тихоном,  27 квітня 1998 року — на сан ієрея Патріархом Алексієм II.
З 1998 року завідував сектором Повітряно-десантних військ синодального відділу взаємодії зі збройними силами, потім був радником Московської патріархії зі взаємодії із збройними силами та правоохоронними органами. Одночасно до кінця життя був настоятелем храму Великомучениці Варвари та Преподобного Іллі Муромця при штабі Ракетних військ стратегічного призначення у селищі Власіха Московської області. Перебував у відрядженнях в різних гарячих точках: в Косово, Боснії, Абхазії, Киргизії, на Північному Кавказі і в Сирії. Під час Другої чеченської війни хрестив солдатів. Серед російських військовиків отримав прізвисько «батюшка ВДВ», оскільки під час навчань повітряно-десантних військ стрибав з парашутом. Загалом Васильєв здійснив 11 стрибків, останній з яких завершився переломом хребта. У 2005 році закінчив Військову академію Генерального штабу ЗС РФ.
Учасник вторгнення в Україну. Закликав росіянок народжувати більше солдатів і ні в якому разі не ховати синів від мобілізації. Загинув внаслідок вибуху ракети з РСЗВ HIMARS, яка влучила за 3 метри від Васильєва.

## Сім'я
Батько шістьох дітей.

## Нагороди
Отримав численні нагороди, серед яких:
- Медаль «За зміцнення бойової співдружності»
- Медаль «200 років Міністерству оборони»
- Медаль за місіонерську роботу «Святителя Інокентія Іркутського» (РПЦ; 2001)
- Медаль ордена «За заслуги перед Вітчизною» 2-го ступеня (2004)
- Орден преподобного Сергія Радонезького 3-го ступеня (РПЦ; 2005)
- Медаль «Генерал армії Маргелов»
- Орден Мужності (2007)
- Звання «Герой Російської Федерації» (8 листопада 2022, посмертно) — «за мужність і героїзм, проявлені під час виконання громадянського обов'язку.»